# 李肇甫
李肇甫（1885年11月4日—1951年7月20日），字伯申，四川巴縣人，中國近代政治人物，曾任大總統府祕書、臨時參議院議員、衆議院議員、臨時參議院全院委員會委員長、四川省臨時參議會議長、立法院立法委員、司法院大法官。日本明治大學畢業。

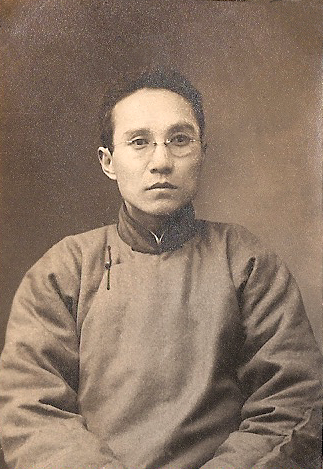
李肇甫中年照片

## 生平
光緒十一年乙酉九月二十八日（1885年11月4日）生於巴縣智里四甲中灣。
幼年入私墊，攻讀經史，研習法學。清朝光绪卅一年（1905年）東渡日本，入明治大學法科肄業。 1905年8月，加入中國同盟會，並任執行部書記。
宣統三年十一月（1912年1月），南京臨時政府成立後，孫中山任為臨時大總統府秘書處總務組組長。 1912年3月，被選為臨時參議院參議員，並當選為临时參議院全院委員會委員長。民國二年（1913年）1月，李當選四川省第三區中华民国第一届国会眾議院議員。 民國五年（1916年），第一次恢復國會時，仍任眾議院議員。民國十一年（1922年），第二次恢復國會時，再任眾議院議員。
民國十二年（1923年），反對曹錕賄選，憤走上海，執律師業。 民國廿六年（1937年），七君子案中，担任沈鈞儒的辯護律師。 民國廿八年（1939年），任四川臨時參議會議長。民國三十年（1941年）10月，任四川省政府委員兼秘書長，1947年辭職。 
民國卅七年（1948年）1月，當選四川省第五選區立法委員，曾出席第一會期法制委員會、國防委員會、預算委員會。民國卅七年（1948年）7月，當選為司法院大法官。民國卅八年（1949年），返重慶，任南林學院院長。
民國四十年（1951年）3月12日，重庆全市戒严。13日，被捕於金剛塔德園一號，旋被押公安局蹇家橋真原堂看守所，7月絕食死於押所。